# Derbforgaille
Derbforgaille – w mitologii celtyckiej, córka władcy Lochlannu. Została pozostawiona przez ojca nad brzegiem morza jako ofiara dla Fomoraigów. Dziewczyna została jednak uratowana przez ulsterskiego bohatera Cuchulainna. Zakochali się w sobie, jednakże aby Derbforgaille mogła pójść z ukochanym zamieniła się w łabędzia. Cuchulainn nie wiedząc o tym ustrzelił ptaka z procy. Zaraz potem Derbforgaille powróciła do swojej ludzkiej postaci. Wtedy Cuchulainn wyssał kamień z jej rany jednakże w ten sposób powstał między nimi związek krwi, przez co nie mogli się pobrać.